# Taddeo Pepoli
Pour les articles homonymes, voir Pepoli.
Taddeo Pepoli, de son nom complet Paolo Emilio Taddeo Pepoli, né en 1605 à Bologne et mort dans la même ville le 25 février 1684, est un prieur olivétan et un procurateur, abbé du monastère de San Michele in Bosco à Bologne.

## Biographie
Paolo Emilio Taddeo Pepoli naît en 1605 et est le second fils d'une famille noble de Bologne. Il entre au monastère de San Michele in Bosco à l'âge de quinze ans et y devient abbé en 1645. Entre 1651 et 1672, il était général de son ordre et a vraisemblablement emménagé à la maison mère des olivétans, l'abbaye territoriale Santa Maria de Monte Oliveto Maggiore. En 1672, il retourne à Bologne où il devient le directeur du monastère de San Michele, jusqu'à sa mort en 1684.
Il était aussi un homme de lettres et appréciait beaucoup l'art et a notamment été connu pour avoir construit, vers la fin de sa vie, la bibliothèque du monastère de San Michele in Bosco avec un autre frère, Pietro Bonini. Il a montré un grand intérêt pour les œuvres de Giorgio Vasari et avait une grande collection de livres, dont seize peuvent être aujourd'hui retrouvés dans les bibliothèques de Bologne. Il avait aussi commissionné les peintres Domenico Maria Canuti, un élève de Guido Reni, et Enrico Haffner pour décorer la bibliothèque de fresques et de murales en 1681, pour le coût de 12 790 livres bolonaises. Il avait aussi commandé d'Alessandro Algardi une statue de saint Michel écrasant le diable. 
Après sa mort, le monastère est passé sous la direction de nombreux autres abbés avant d'être réquisitionné par Napoléon Ier en 1797, ce dernier évinçant les olivétans. Les meubles et les livres ont par la suite été détruits par les soldats de Napoléon, qui transforment les lieux en baraques militaires. Plus tard, le bâtiment est devenu une prison, puis une demeure papale, et enfin, est tombé sous les mains de l'infirmier Francesco Rizzoli (en), qui a entrepris de grandes rénovations pour restaurer les œuvres commandées par Pepoli. Aujourd'hui l'ancien monastère est occupé par la Rizzoli Orthopaedic Institute.

## Publications
- Regole per effetuar le paci, tipografia di Evangelista Manolessi, 1686, 53 pages[3].